# アートデイズ
株式会社アートデイズ（英: Art Days INC.）は1992年に設立された日本の出版社。映像・音声部門と書籍、雑誌部門の二つを併せもち、また幅広いジャンルの出版物を、書店ルート、通販ルート、生協ルートなど様々な販路に展開する新しいタイプの出版社として知られている。作家C・W・ニコルの著作権代理法人業務も行っている。